# Hiller Aircraft
Hiller Aircraft est une société américaine aéronautique qui a été fondée sous le nom Hiller Industries par Stanley Hiller en 1942, pour développer des hélicoptères.

## Historique
Hiller Aircraft a été fondée en 1942 par Stanley Hiller. En 1944 sort le XH-44 (pour EXperimental Hiller 1944). En 1946 est produit un appareil à un seul rotor, le JA-5, mais il est abandonné faute de moteur suffisamment puissant. En 1947 sort le Hiller 360X, prototype de ce qui deviendra le modèle ayant eu le plus de succès. En 1949 c'est le premier hélicoptère civil à traverser les États-Unis. En 1950, le modèle amélioré du 360, le UH-12, est acheté par l'armée américaine et vendu à l'étranger; c'était l'hélicoptère le plus vendu dans le monde dans les années 1950,.

## Liste des appareils produits
- Hiller XH-44
- Hiller X-2-235
- Hiller J-5

- Hiller UH-4 "Commuter"
- Hiller UH-5B "Rotormatic"
- Hiller UH-12 Raven (HTE-1, OH-23)
- Hiller HH-120 "Hornet"

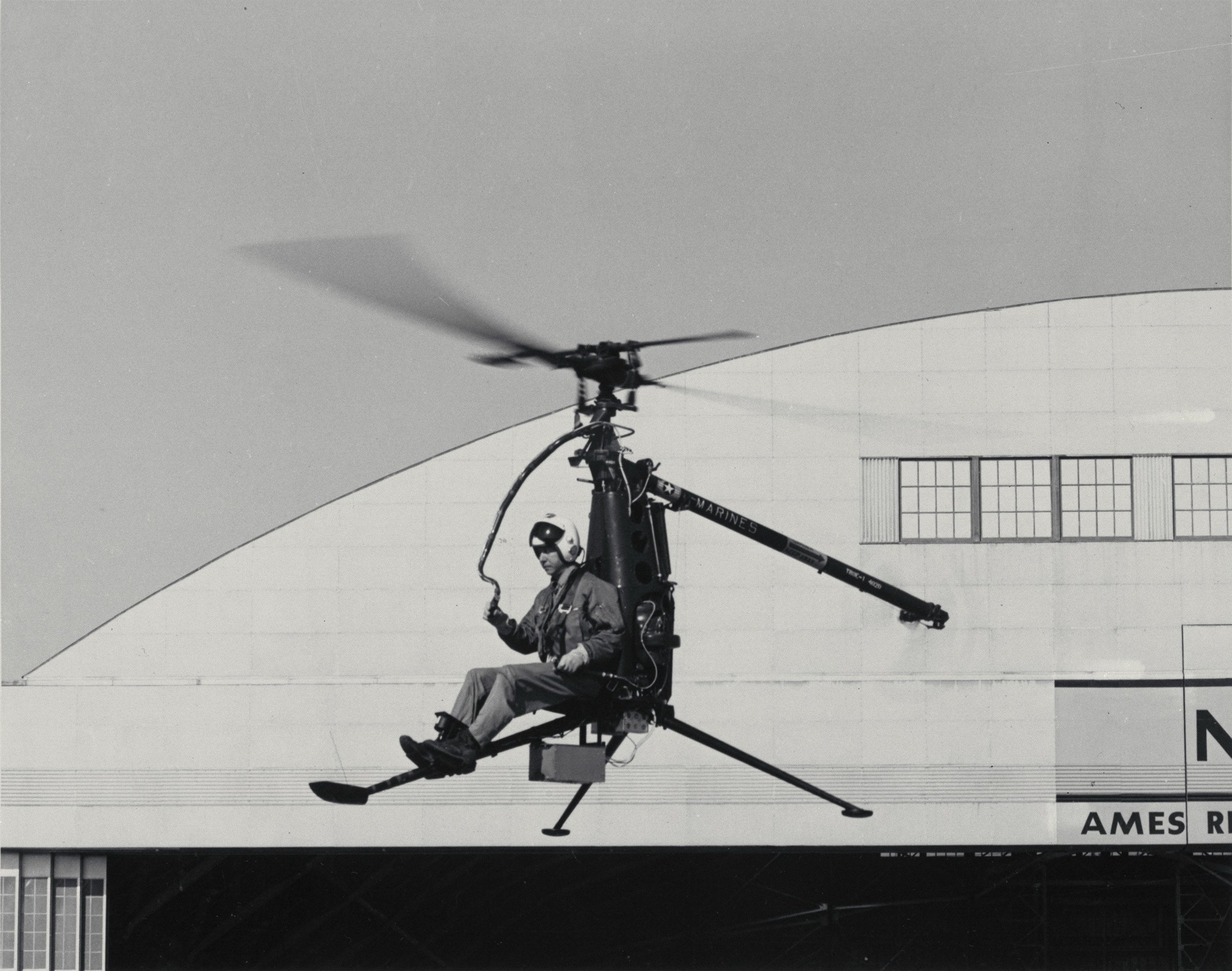
Le prototype Hiller YROE-1 en cours de tests en 1963

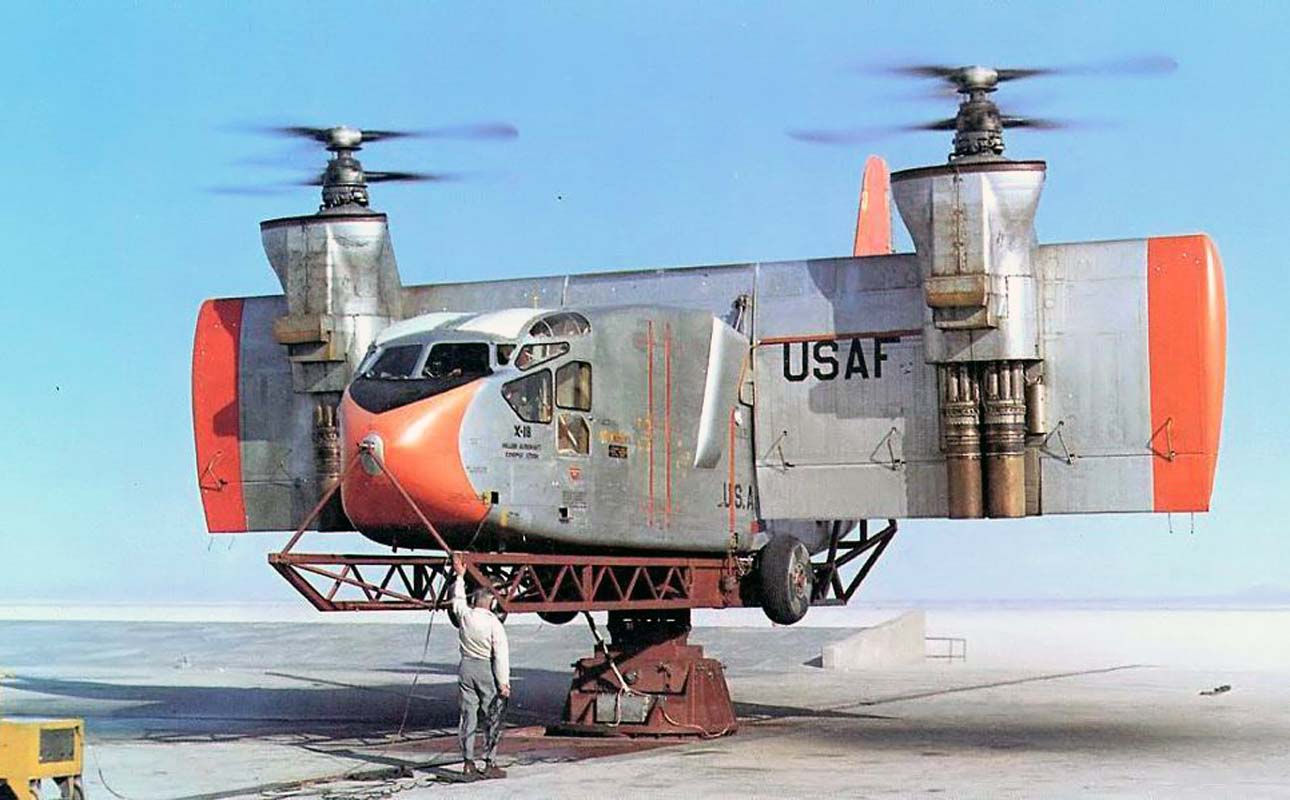
Hiller X-18

- Hiller VZ-1 Pawnee "Flying Platform"
- YH-32 Hornet (YH-32, HOE-1, YH-32 ULV)
- Hiller autogyro
- Hiller ROE-1 (en) / YROE-1 "Rotorcycle"
- Hiller Ten99
- Hiller VJ-100 two man VTOL rocket plane
- Hiller VXT-8
- Fairchild Hiller FH-1100 (en)
- Hiller X-18
- Hiller HJ-1
- Fairchild Hiller FH-227